# Epicauta diversipubescens
Epicauta diversipubescens är en skalbaggsart som beskrevs av Maydell 1934. Epicauta diversipubescens ingår i släktet Epicauta och familjen oljebaggar. Inga underarter finns listade i Catalogue of Life.